# Comunità Montana dell’Olivo
Die Comunità Montana dell’Olivo ist eine Comunità montana in der norditalienischen Region Ligurien und gehört politisch zu der Provinz Imperia.

## Geschichte
Ursprünglich gehörten die Orte zur Berggemeinde Pieve di Teco. Seit dem 1. Januar 2009 konstituierten die lokalen Behörden die neue Berggemeinde Comunità Montana dell’Olivo.

## Gemeinden
Verwaltungssitz der Comunità montana ist die Provinzhauptstadt Imperia. Zu der Verwaltungsgemeinschaft gehören die 15 Gemeinden
- Aurigo, Borgomaro, Caravonica,
- Chiusanico, Chiusavecchia, Cesio,
- Diano Arentino, Diano San Pietro, Dolcedo,
- Lucinasco, Pietrabruna, Pontedassio,
- Prelà, Vasia und Villa Faraldi.